# Herbert Ross
Herbert David Ross (New York, 13 mei 1927 - aldaar, 9 oktober 2001) was een Amerikaans acteur, danser, choreograaf, filmregisseur en -producent.

## Loopbaan
Ros begon zijn carrière als acteur, danser en choreograaf. Hij choreografeerde talloze films, maar ook voor gerenommeerde balletgezelschappen, zoals de American Ballet Theatre (ca. 1950) en Batsheva Dance Company (1971). Voor zijn film The Turning Point werd hij in 1977 genomineerd voor zowel de Academy Award voor beste film als voor die voor beste regisseur. Hiervoor won hij daadwerkelijk een Golden Globe, terwijl hij datzelfde jaar een Premi David di Donatello voor beste regisseur kreeg voor de romantische komedie The Goodbye Girl.
Na de televisiefilm Wonderful Town (1958) maakte Ross in 1969 zijn regiedebuut op het witte doek met Goodbye, Mr. Chips, een remake van de gelijknamige film uit 1939. Het bleek de eerste van 24 filmtitels die Ross als regisseur achter zijn naam schreef. Daarin liet hij verschillende acteurs meer dan eens een hoofdrol spelen, zoals Barbra Streisand, Walter Matthau en Steve Martin. Bij het maken van zijn vijfde rolprent The Last of Sheila, bemoeide Ross zich voor het eerst ook met de productiekant van het filmmaken. Dit beviel zodanig goed dat hij daarna nog twaalf films (mede)produceerde, waarbij hij zowel door hem als door anderen geregisseerde verhalen mede mogelijk maakte.
Ross trouwde in 1959 met producente Nora Kaye en bleef samen met haar tot aan haar overlijden in 1987. Hij hertrouwde in 1988 met Lee Radziwill, de jongere zus van Jackie Kennedy Onassis. Hun huwelijk strandde in 1999.

## Filmografie

### Als regisseur
| - Boys on the Side (1995) - Undercover Blues (1993) - True Colors (1991) - My Blue Heaven (1990) - Steel Magnolias (1989) - Dancers (1987) - The Secret of My Succe$s (1987) - Protocol (1984) - Footloose (1984) - Max Dugan Returns (1983) - I Ought to Be in Pictures (1982) - Pennies from Heaven (1981) | - Nijinsky (1980) - California Suite (1978) - The Goodbye Girl (1977) - The Turning Point (1977) - The Seven-Per-Cent Solution (1976) - The Sunshine Boys (1975) - Funny Lady (1975) - The Last of Sheila (1973) - Play It Again, Sam (1972) - T.R. Baskin (1971) - The Owl and the Pussycat (1970) - Goodbye, Mr. Chips (1969) |

### Als (co-)producent
- Poster Boy (2004)
- Boys on the Side (1995)
- Undercover Blues (1993)
- Soapdish (1991)
- True Colors (1991)
- My Blue Heaven (1990)
- The Secret of My Succe$s (1987)
- Max Dugan Returns (1983)
- I Ought to Be in Pictures (1982)
- Pennies from Heaven (1981)
- The Turning Point (1977)
- The Seven-Per-Cent Solution (1976)
- The Last of Sheila (1973)

Goodbye, Mr. Chips (1969) · The Owl and the Pussycat (1970) · T.R. Baskin (1971) · Play It Again, Sam (1972) · The Last of Sheila (1973) · Funny Lady (1975) · The Sunshine Boys (1975) · The Seven-Per-Cent Solution (1976) · The Turning Point (1977) · The Goodbye Girl (1977) · California Suite (1978) · Nijinsky (1980) · Pennies from Heaven (1981) · I Ought to Be in Pictures (1982) · Max Dugan Returns (1983) · Footloose (1984) · Protocol (1984) · The Secret of My Succe$s (1987) · Dancers (1987) · Steel Magnolias (1989) · My Blue Heaven (1990) · True Colors (1991) · Undercover Blues (1993) · Boys on the Side (1995)
- Bibsys: 90953978
- Biblioteca Nacional de España: XX1167195
- Bibliothèque nationale de France: cb139340539 (data)
- Catàleg d'autoritats de noms i títols de Catalunya: 981058508181406706
- CiNii: DA07113526
- Gemeinsame Normdatei: 121153924
- International Standard Name Identifier: 0000 0001 2019 8761
- Library of Congress Control Number: n79134555
- Nationale Bibliotheek van Tsjechië: xx0136450
- Nationale bibliotheek van Australië: 35432056
- Nationale Bibliotheek van Israël: 987007431235105171
- Nederlandse Thesaurus van Auteursnamen: 070621330
- Istituto Centrale per il Catalogo Unico: RAVV088592
- SNAC: w6ng4rwt
- Système universitaire de documentation: 120283689
- Trove: 950637
- Union List of Artist Names: 500474334
- Virtual International Authority File: 2660057
- WorldCat: E39PBJqQxmH9XjTcb7RMhhKfMP